# Peter Lafite

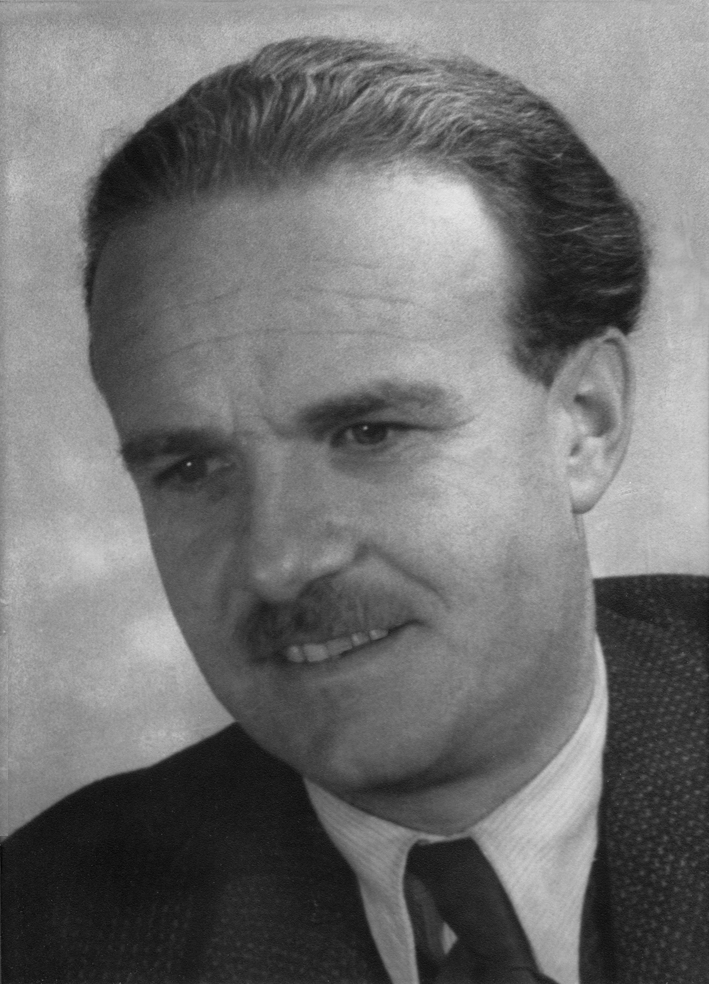
Peter Lafite (1908–1951)

Peter Lafite (* 11. Oktober 1908 in Wien, Österreich-Ungarn; † 15. Juni 1951 Bad Gastein) war ein österreichischer Kulturpolitiker, Musikkritiker und Gründer der Österreichischen Musikzeitschrift.

## Leben
Peter Lafite absolvierte das Studium der Rechtswissenschaften (Promotion 1932) und zugleich eine fundierte Musikausbildung in Klavier, Orgel und Kompositionstheorie am Neuen Wiener Konservatorium.
Nach Gerichts-Praktika in Wien und St. Gilgen arbeitete er ab 1935 in der österreichischen Finanzprokuratur, nach dem „Anschluss“ 1940 durch Überstellung zur ostpreußischen Finanzverwaltung in Königsberg. 1945 flüchtete er nach Wien.
Er begann dort wieder im Bundesministerium für Finanzen, wechselte aber 1945 mit der Gründung des Bundesministeriums für Unterricht durch Felix Hurdes zur Kultur, wo er die Fachkompetenz für allgemeine Kunst- und Musikangelegenheiten hatte. Zudem war er persönlich als Kritiker engagiert und publizierte kontinuierlich zu Theater, Film und Musik: 1933–1938 Neues Wiener Tagblatt, 1940–1944 Königsberger Allgemeine Zeitung, 1945 Neues Österreich, seit 1946 Wiener Kurier.
Nach Kriegsende war er wesentlich am kulturellen Wiederaufbau Österreichs beteiligt, so führte er die Ausschreibung zur neuen Österreichischen Bundeshymne durch. Lafite war betraut mit den Akten zur Entnazifizierung, darunter von Musikern wie Wilhelm Furtwängler, Richard Strauss und Herbert von Karajan.
Er widmete sich dem systematischen Aufbau des Musiklebens, zum einen über die vier Besatzungszonen, zum anderen direkt durch Korrespondenzen mit Komponisten, Dirigenten, Interpreten und Wissenschaftlern. 1950 reiste er auf Einladung der USA – vermittelt durch den österreichischen Botschafter Franz Leitner – zum kulturpolitischen Vergleich und Kontakten mit Exilösterreichen wie Rudolf Bing, Arnold Schönberg, Ernst Krenek, Max Steiner, Rudolf Réti und Herbert Zipper in die Vereinigten Staaten. An Musikfesten hatte er Anteil als Zuständiger für die Festivalförderung wie als Musikkritiker, er war im Kuratorium der Salzburger Festspiele, auch an deren Festspielfonds-Gesetz beteiligt, und initiierte das „Kulturgroschen-Gesetz“ zugunsten privater Theater.

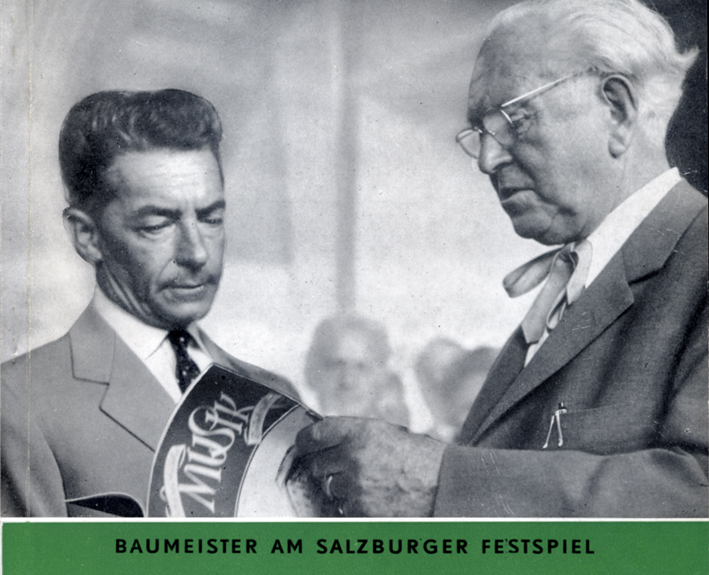
Herbert von Karajan und Clemens Holzmeister blickend auf Peter Lafites Zeitschrift mit dem Bauplan für die Musikolympiade Salzburg

1949–1951 wurde er als Koordinator der Salzburger Musikolympiade mit 30 teilnehmenden Ländern befasst (siehe: Kunstwettbewerbe bei den olympischen Spielen). Er erhielt die Aufgabe, das Preisrichterkolloquium für den Großen Österreichischen Staatspreis 1950 zu bestellen.
Peter Lafite gründete die „Österreichische Musikzeitschrift“ ÖMZ, die „für den Musiker und Musikfreund monatlich das gesamte seriöse Musikleben Österreichs und des Auslandes behandelt“. Er positionierte die Fachzeitschrift als allgemeines Forum zur Darlegung und Diskussion des Musiklebens: Eine erste Aufgabe hatte das Fach- und Öffentlichkeitsforum in der Funktion zur Findung der neuen Bundeshymne (1946/1947). Den Boden bereiteten weiters Meinungserhebungen zur Musik allgemein und zur Neuen Musik im Speziellen. Lafite engagierte sich für junge Interpreten, sowohl Liedsänger wie Maria Jeritza, Ljuba Welitsch, als auch Pianisten wie Friedrich Gulda, Paul Badura-Skoda oder Komponisten wie Gottfried von Einem, Paul Kont, Josef Matthias Hauer u. v. m. Schwerpunkt war die Musikkritik, die in Zielen, Prinzipien und Engagement dargelegt wurde; zukunftsorientiert war die Internationalisierung der Kultur (UNESCO). „Musik als edle Mittlerin“ war sein Credo.
Als Kritiker für die Tageszeitungen begleitete er die großen Festivals, äußerte sich zu den Wiener Festwochen wie den Salzburger Festspielen aber auch zur Kulturpolitik der Stadt Wien („Wiener Schule“, „Musikfilm“) und war Juror für den internationalen Gesangs-Wettbewerb in Scheveningen.
1951 verstarb er plötzlich im Kururlaub. Sein Grab fand er zunächst in St. Wolfgang, endgültig dann in Wien (Heiligenstädter Friedhof) (Teil A, Gruppe 4, Nummer 151), parallel zur Widmung einer „Lafitegasse“ in Wien XIII und dem Ehrengrab für den Vater Carl Lafite am Wiener Zentralfriedhof (Gruppe 31B, Reihe 13, Nummer 5). Im Ministerium blieben seine Agenda zur Nationalhymne ungeöffnet. Österreich verlor so in Salzburg 1952 die vorgesehene Verankerung der Europäischen Festivalvereinigung nach Genf und stattdessen startete mit Gesang der Internationale Musikwettbewerb der ARD in München. Sein engster Freund Franz Stoß setzte ihm ein Denkmal in der Fernsehserie Die liebe Familie um den „Sektionschef Lafite“.

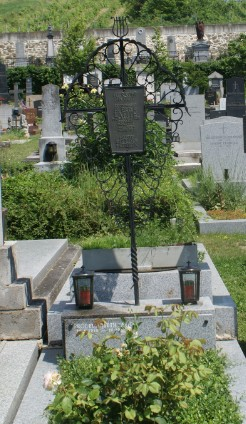
Grabstätte von Peter Lafite